# Shuntarō Kawabe
Shuntarō Kawabe (japanisch 河邉 駿太郎 Kawabe Shuntarō; * 26. Mai 1996 in der Präfektur Ōita) ist ein japanischer Fußballspieler.

## Karriere
Shuntarō Kawabe erlernte das Fußballspielen in der Universitätsmannschaft der Meiji-Universität. 2019 ging er nach Deutschland. Hier spielte er bis Mitte 2019 für den FV 07 Diefflen. Der Verein aus Diefflen spielte in der Oberliga Rheinland-Pfalz/Saar. Für Diefflen absolvierte er 11 Oberligaspiele. Die Saison 2019/2020 stand er beim Ligakonkurrenten TSG Pfeddersheim unter Vertrag. Für den Verein aus Worms-Pfeddersheim spielte er 18-mal in der Oberliga. Im Juli 2020 kehrte er nach Japan zurück. Hier spielte er für den Rest des Jahres beim J-Lease FC in der Kyushu Soccer League. Im Januar 2021 unterschrieb er einen Vertrag beim YSCC Yokohama. Der Verein aus Yokohama spielte in der dritten japanischen Liga, der J3 League. Sein Drittligadebüt gab Shuntarō Kawabe am 14. März 2021 (1. Spieltag) im Heimspiel gegen Kataller Toyama. Hier stand er in der Startelf und wurde in der 65. Minute gegen Kazuya Ōizumi ausgewechselt. Nach 48 Drittligaspielen für YSCC wechselte er zu Beginn der Saison 2023 zum ebenfalls in der dritten Liga spielenden Kagoshima United FC. Am Ende der Saison 2023 wurde er mit Kagoshima Vizemeister und stieg somit in die zweite Liga auf. Im August 2024 wechselte er auf Leihbasis zum Drittligisten Iwate Grulla Morioka. Am Ende der Saison musste er mit dem Verein aus Morioka den Weg in die vierte Liga antreten. Nach Vertragsende in Kagoshima verpflichtete ihn im Februar 2025 der Drittligist Giravanz Kitakyūshū.

## Erfolge
Kagoshima United FC
- Japanischer Drittligavizemeister: 2023  ▲